# Alota (náutica)
Término que, en la Edad Media, definía al edificio de los puertos que tenía las funciones de aduana y donde se producían las transacciones portuarias. La alota era una gran nave que se dividía en varias partes: la taberna, el almacén y fonda, entre otras.